# (500029) 2011 SW39
(500029) 2011 SW39 es un asteroide perteneciente al cinturón de asteroides, descubierto el 12 de febrero de 2008 por el equipo del Mount Lemmon Survey desde el Observatorio del Monte Lemmon, Arizona, Estados Unidos.

## Designación y nombre
Designado provisionalmente como 2011 SW39.

## Características orbitales
2011 SW39 está situado a una distancia media del Sol de 3,184 ua, pudiendo alejarse hasta 3,460 ua y acercarse hasta 2,908 ua. Su excentricidad es 0,086 y la inclinación orbital 14,92 grados. Emplea 2075,45 días en completar una órbita alrededor del Sol.
Los próximos acercamientos a la órbita de Júpiter se producirán el 9 de junio de 2034, el 12 de junio de 2045 y el 9 de junio de 2056, entre otros.

## Características físicas
La magnitud absoluta de 2011 SW39 es 16,2.